# Ziyu He
Ziyu He (何子玉T, 何子毓S, Hé ZiyùP; Qingdao, 24 aprile 1999) è un violinista cinese naturalizzato austriaco.
A soli 15 anni, ha vinto l'Eurovision Young Musicians 2014 per l'Austria, portando il paese alla sua quinta vittoria.

## Biografia
Nato a Qingdao, He inizia lo studio del violino all'età di cinque anni con il maestro cinese Xiangrong Zhang. Nel 2011, si è trasferito a Salisburgo dove viene ammesso all'Universität Mozarteum avendo come insegnanti Paul Roczek e Thomas Riebl; successivamente prende parte a corsi di perfezionamento con Ivry Gitlis, Ani Schnarch, Schmuel Ashkenasi, Vadim Gluzman, Chaim Taub e Petru Munteanu presso il Keshet Eilon di Strasburgo.
Nel 2012 vince il Szymon Goldberg Award della Meissen Music Academy, diventando l'artista più giovane della storia a ricevere il premio. Nello stesso anno vince anche l'Internationale Sommerakademie Mozarteum Salzburg a Salisburgo. Subito dopo i vari concorsi nazionali, He torna nella sua città natale dove si è esibito con la Qingdao Symphony Orchestra.
Nel 2014, dopo aver vinto l'Eurovision Young Musicians in rappresentanza dell'Austria, all'età di quindici anni inizia ad esibirsi in giro per l'Europa, tra cui in Svizzera, Francia, Israele, Regno Unito, Italia, Germania e Svezia. Nell'autunno del 2014, si esibisce come solista nel concerto per violino in sol minore di Prokofieff durante un concerto al Mozarteum Symphony Orchestra sotto la direzione di Hans Graf.
Nel 2016 ha conquistato il primo premio della categoria Senior al Concorso internazionale Yehudi Menuhin tenutasi a Londra presso la Royal Festival Hall.

## Premi e riconoscimenti
- 2012: primo classificato al Szymon Goldberg Award
- 2012: primo classificato all'Internationale Sommerakademie Mozarteum Salzburg
- 2013: Premio Sonata al Concorso Internazionale di violino nell'Abbazia di Schöntal
- 2014: vincitore del Concorso dell'Eurovisione per giovani musicisti a Colonia
- 2015: primo premio al Concorso internazionale Mozart per giovani musicisti a Zhuhai
- 2016: primo classificato al Concorso internazionale Yehudi Menuhin per giovani violinisti a Londra
- 2016: premio speciale "Kronberg Academy" al Concorso Leopold Mozart